# 1666.
◄ | 16. stoljeće | 17. stoljeće | 18. stoljeće | ►
◄ | 1630-ih | 1640-ih | 1650-ih | 1660-ih | 1670-ih | 1680-ih | 1690-ih | ►
◄◄ | ◄ | 1663. | 1664. | 1665. | 1666. | 1667. | 1668. | 1669. | ► | ►►
Arhitektura • Astronomija • Biologija • Glazba • Kazalište • Kemija • Kiparstvo • Knjige • Književnost • Kršćanstvo • Medicina • Politika • Pravo • Promet • Slikarstvo • Znanost

## Događaji
- Veliki požar u Londonu.
- Ivan Lučić u Amsterdamu objavio De regno Dalmatiae et Croatiae libri sex.
- Ivan Josip Herberstein ugušio pobunu pobuna graničara u Križevačkoj kapetaniji.

## Vanjske poveznice
|  | Zajednički poslužitelj ima još gradiva o temi 1666. |